# Mort à vendre
Pour plus de détails, voir Fiche technique et Distribution.
Mort à vendre est un film marocain, sorti en 2011, réalisé par Faouzi Bensaïdi.

## Synopsis
Dans la ville de Tétouan, au Maroc, Soufiane, Malik, Allal, trois amis inséparables habitués aux petits délits, décident de devenir les Barons de la drogue.
Mais leur rencontre avec Dounia, une prostituée du club " La Passarella ", va venir perturber leurs plans et les forcer à choisir entre l'amitié ou l'amour, l'honneur 
ou la trahison, le vice ou la raison. Allal doit s'éloigner à la montagne, à la suite de l'arrestation de son père. Soufiane, interne scolaire peu assidu, est lynché par des jeunes à la suite d'un vol de sac à main qui échoue, mais il est soigné par un groupe d'islamistes, et devient religieux et haineux envers les chrétiens. Malik est devenu redevable à l'inspecteur de police, qui l'a aidé à retrouver Dounia. La sœur de Malik, ouvrière en usine, ramène de la contrebande à la maison, mais après s'être fait rejeter par son amant, elle se pend. Convaincu que son oncle et beau-père (son père, boulanger, est décédé) est responsable de la mort de sa sœur, Malik dénonce son trafic à la police. Allal réunit ses amis pour un dernier coup, qui devrait leur permettre de passer à la vitesse supérieure et sortir de la galère: le casse de la bijouterie tenue par un espagnol chrétien. 

## Fiche technique
- Titre français : Mort à vendre
- Réalisation : Faouzi Bensaïdi
- Scénario : Faouzi Bensaïdi
- Photographie : Marc-André Batigne
- Montage : Danielle Anezin
- Musique : Richard Horowitz
- Costumes : Nezha Rahil
- Décors : Itaf Benjelloun
- Producteurs : Sébastien Delloye, Souad Lamriki, Bénédicte Bellocq
- Société(s) de production : Liaison cinématographique, Entre Chien et Loup, Agora-films, coproduction avec Heimatfilm,  avec le soutien du Centre Cinématographique Marocain, du SANAD - Fonds du Festival du film d'Abou Dhabi, du World Cinema Fund, de Visions Sud Est et du Tax Shelter du Gouvernement Fédéral Belge
- Société de distribution : Urban Distribution
- Pays d'origine : Maroc
- Langue originale : arabe
- Format : Couleurs - 35 mm - 2,35:1 - Dolby Digital
- Genre :  film noir
- Durée : 117 minutes
- Date de sortie :
  -  Canada : 12 septembre 2011 (Festival international du film de Toronto 2011)
  -  Maroc : 12 janvier 2012 (Festival national du film à Tanger)
  -  France : 21 août 2013

## Distribution
- Fehd Benchemsi : Malik
- Fouad Labied : Soufiane
- Mouhcine Malzi : Allal
- Imane El Mechrafi : Dounia
- Nezha Rahile : Aouatif (la sœur de Malik)
- Faouzi Bensaïdi : inspecteur Debbaz
- Mohamed Choubi : Hamdane

## Distinctions[1]
- Prix CICAE à la Berlinale 2012, section Panorama[2]
- Prix spécial du jury, Festival national du film de Tanger 2012
- Prix du meilleur film africain au Festival du cinéma africain, d'Asie et d'Amérique latine de Milan, 2012[3]
- Prix Golden Iris du meilleur film et prix Cineuropa au Festival du film de Bruxelles, 2012
- Prix du meilleur réalisateur au Festival Osian's -Cinefan de Dehli, 2012, section Asian & Arab Competition
- Valois de la mise en scène au Festival du film francophone d'Angoulême 2013
- Nomination au Festival international du film de Marrakech 2011 (film de clôture, hors compétition)

## Autour du film
Selon la page de l'IMDb consacrée au film (cf. rubrique Liens externes),  les critères d'attribution du prix CICAE de la Berlinale 2012 sont notamment que Mort à vendre constitue une réflexion originale sur les codes du film noir, et qu'il constitue également un document fort sur l'impasse d'une certaine jeunesse au moment de l'émergence du printemps arabe. 